# Wilhelm Bittrich
 (janvier 2016).
Wilhelm Bittrich, né le 26 février 1894 à Wernigerode (Province de Saxe) et mort le 19 avril 1979 à Wolfratshausen (Allemagne de l'Ouest), est un pilote de chasse de la Première Guerre mondiale et un SS-Obergruppenführer und General der Waffen-SS de la Seconde Guerre mondiale.

## Biographie

### Première Guerre mondiale et début de l'entre-deux-guerres
Bittrich se porte volontaire pour le service militaire en 1914. Il est affecté au « Jägerbataillon Nr 7 » (bataillon de chasseurs à pied no 7) et il est promu sous-lieutenant de réserve dès le 15 septembre 1915. En 1916, il se fait muter dans l'armée de l'air naissante et obtient les croix de fer de 2e et de 1re classes, en tant que pilote dans la Jagdstaffel 37 (en) (escadrille de chasse no 37) et la « Fliegerabteilung der Artillerie 226 » (escadrille aérienne de l'artillerie no 226).
Juste après la Première Guerre mondiale, il entre dans le corps franc « Freikorps Hülsen » et, en 1920, il s'essaye en tant que courtier à la Bourse. Le 29 décembre 1922, il se marie avec Käte Blume et s'engage l'année suivante dans la Reichswehr, l'armée de 100 000 hommes accordée à l'Allemagne par le traité de Versailles. À partir de 1925, Bittrich travaille en tant que moniteur de vol dans le cadre de la reconstitution secrète de la Luftwaffe sur le sol soviétique.
Parallèlement, Bittrich s'engage dans la SS, sous le no 39 177 le 1er juillet 1932 : il est alors SS-Anwärter ; quelques jours plus tard, le 15 juillet, il est SS-Mann puis SS-Oberscharführer le 10 septembre et SS-Sturmführer le 31 octobre.
Bittrich adhère au parti nazi en fin de la même année, le 1er décembre, avec le no 829 700.

### Les premières années du Troisième Reich
En 1933, alors que le ministère de l'Armement du gouvernement du chancelier Adolf Hitler, récemment élu, dissout le centre d’entraînement des aviateurs allemands en URSS, Bittrich confirme son engagement dans la SS. La direction de cette organisation travaille déjà, à cette époque, à la formation d'unités SS armées, les « SS-Verfügungstruppen » (les SS-VT), et a besoin, de ce fait, d'experts militaires. Bittrich participe à la création du 1er bataillon de la « SS-Standarte Germania » (« I./SS-Germania ») et bénéficie de promotions rapides avant même le début de la Seconde Guerre mondiale. Ainsi, en 1934 à deux reprises, il est promu successivement au rang de SS-Obersturmführer le 12 avril, puis de SS-Hauptsturmführer le 17 juin.
Le 1er octobre 1936, il est à nouveau promu, au rang de SS-Sturmbannführer.
Le 30 janvier 1938, il devient SS-Obersturmbannführer ; la même année, il prend le commandement de la « SS-Standarte Deutschland » (« I./SS-Deutschland »).
Le 6 juin 1939, il est à nouveau promu, au grade de SS-Standartenführer.

### La Seconde Guerre mondiale
Bittrich participe à l'invasion de la Pologne au sein de l'état-major de la « Leibstandarte-SS Adolf Hitler » où il doit assister Sepp Dietrich dans le commandement de son unité. Le 1er février 1940, il est muté à la direction de la SS (le « SS-Führungshauptamt ») dans le but de mettre au point des programmes de formation homogènes destinés à la nouvelle Waffen-SS (ex « SS-Verfügungstruppe »).
Nommé au grade de SS-Oberführer dès le 1er septembre 1940, il obtient le commandement de la « SS-Standarte Deutschland » (le régiment SS « Deutschland ») et est à nouveau affecté au front. Bittrich mène cette unité pendant la campagne de Russie jusqu'en octobre 1941, puis il est amené à prendre le commandement, en remplacement de Paul Hausser blessé, de la « division SS Das Reich », alors en position devant Moscou. Le 19 octobre 1941, il est promu SS-Brigadeführer und Generalmajor der Waffen-SS. En outre, pour la décision qu'il a prise lui-même de tenter de percer les lignes de défense de Moscou, il obtient la croix de chevalier de la croix de fer le 14 décembre 1941.
Le 1er mai 1942, il a pour mission de mettre sur pied la « 8e SS-Kavallerie-Division Florian Geyer » avec laquelle il se bat ensuite jusqu'au début de 1943 sur les fronts de l'Est et de la Méditerranée. À partir de février 1943, il est nommé à la tête de la « 9e SS-Panzergrenadier-Division Hohenstaufen » et il est promu le 1er mai 1943 au grade de SS-Gruppenführer und Generalleutnant der Waffen-SS. Sa division est stationnée initialement en Belgique puis elle se déplace vers la France où elle est transformée en division blindée en octobre 1943. À partir de mars 1944, elle est envoyée sur le front de l'Est pour combattre, au sein du « 2e SS-Panzerkorps », dans la région de Tarnopol (de l'Ouest de l’Ukraine actuelle) où elle réussit à dégager la « 1re Panzer-Armee » encerclée.

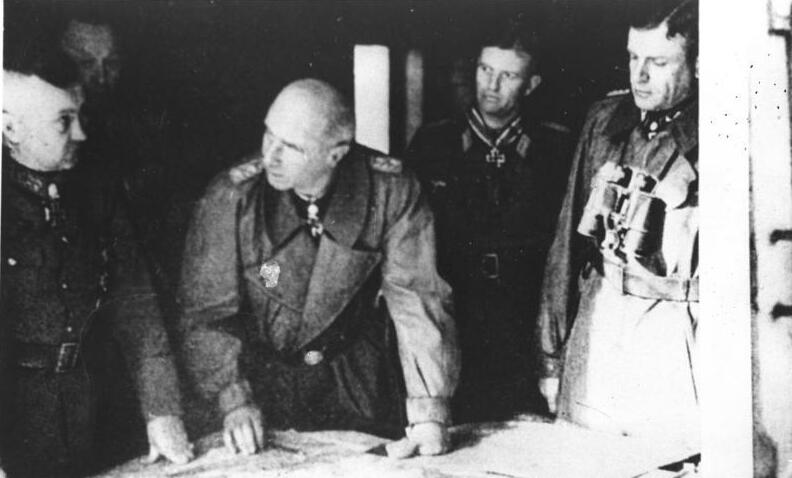
Pendant l'opération Market Garden aux Pays-Bas, Bittrich (au centre) analyse la situation pour le Generalfeldmarschall Model (à gauche). Sont également présents le Generaloberst Student de la 1re armée parachutiste (à l'arrière entre Model et Bittrich) et le SS-Brigadeführer Harmel de la « 10e Panzerdivision SS » (à droite).

Après le débarquement des Alliés en Normandie, en juin 1944, le 2e SS-Panzerkorps revient en France avec les « 9e SS-Panzerdivision Hohenstaufen » (sous les ordres de Bittrich) et « 10e SS-Panzerdivision Frundsberg ». Le 29 juin 1944, Bittrich succède à nouveau à Paul Hausser, cette fois en tant que commandant en chef du corps blindé. Cette unité combat sous ses ordres sur le front de Normandie dans la région de Caen et, vers les 20 et 21 août 1944, elle parvient, en dépit de lourdes pertes, à se dégager de la poche de Falaise et par la même occasion à dégager la 7e et la 5e armées blindées. Pour son mérite durant cette opération, Bittrich obtient le 28 août 1944 les feuilles de chêne pour sa croix de chevalier de la croix de fer, ceci après avoir été promu le 1er août 1944 au grade de SS-Obergruppenführer und General der Waffen-SS.
Le 2e SS-Panzerkorps est transféré, début septembre 1944, aux Pays-Bas, dans la région d'Arnhem, pour reconstituer ses effectifs. Le 17 septembre 1944, débute dans cette région l'opération aéroportée alliée Market Garden, avec le largage de parachutistes britanniques exactement sur la zone de stationnement du 2e SS-Panzerkorps, ce qui avait échappé à la reconnaissance aérienne alliée. Le corps d’armée de Bittrich parvient à encercler la « 1st Airborne Division » britannique et à lui infliger de lourdes pertes. Ainsi, à la demande du médecin de la division de la 1st Airborne Division, Bittrich accepte, le 24 septembre 1944, un cessez-le-feu de deux heures pour laisser évacuer 2 000 blessés ennemis dans le but de les soigner au sein des hôpitaux militaires de campagne de la division britannique.
À partir du 16 décembre 1944, le 2e SS-Panzerkorps participe — au sein de la 6e armée blindée SS placée sous le commandement de Sepp Dietrich — à la contre-offensive des Ardennes. Bittrich a sous ses ordres pour cette opération la 9e SS-Panzerdivision Hohenstaufen, la 2e SS-Panzerdivision Das Reich et la Führer-Begleit-Brigade. Après de brefs succès initiaux, les avant-gardes du corps d'armée s'enlisent de plus en plus et subissent de lourdes pertes sous les coups de l'aviation alliée.
En raison de l'échec définitif de cette contre-offensive sur le front ouest et de l'imminente offensive soviétique dans le sud du front russe, la 6e armée blindée SS est transférée en février 1945, avec le corps d’armée de Bittrich, vers la Hongrie, mais elle ne peut empêcher la percée de l'Armée rouge. La mission de défendre Vienne est alors confiée au 2e SS-Panzerkorps. Lorsque l'assaut soviétique sur la ville commence, le 2 avril 1945, Bittrich reçoit l'ordre du commandement suprême de la Wehrmacht (l’OKW) de tenir Vienne jusqu'au « dernier souffle ». Mais, le même jour, pour éviter la destruction de la vieille ville et l'anéantissement de ses propres divisions, il décide d'évacuer ses unités de la zone urbaine et les place derrière le canal du Danube. Il ne donne pas suite non plus à un nouvel ordre de l’OKW lui demandant de reconquérir la capitale autrichienne. Battant en retraite, Bittrich se retire à l'ouest avec son corps d’armée et se rend aux Américains le 8 mai 1945, le lendemain de la signature de la première capitulation allemande à Reims et jour de la signature de la seconde capitulation à Berlin.

### L'après-guerre

#### Procès en France
En janvier 1948, les Américains livrent Bittrich aux autorités militaires françaises qui l'accusent de crimes de guerre commis en France. Il est interné à la prison des Baumettes à Marseille dans l’attente de son procès. Le 16 juin 1953, le procès commence devant un tribunal militaire français siégeant à Marseille, après que lui a été ôté le statut de « prisonnier de guerre ». Le chef d'accusation porte sur l'exécution par pendaison de 17 membres de la Résistance, près de Nîmes, par une compagnie de la Feldgendarmerie rattachée à la 9e SS-Panzerdivision Hohenstaufen, dont Bittrich était le commandant à l'époque. Au cours du procès qui dure sept jours, il est reconnu que Bittrich n'a eu connaissance de cette exécution qu'après les faits et qu'il a demandé des sanctions contre les militaires qui y avaient participé. Bittrich est condamné à cinq ans de prison pour sa responsabilité en tant que commandant de la division, mais la peine est considérée comme ayant été purgée par la détention préventive. Son subordonné, un chef de peloton responsable des exécutions, est quant à lui condamné à vingt ans d'emprisonnement.
Bittrich est jugé une seconde fois en 1953 et condamné à nouveau à cinq ans de prison pour avoir toléré des pendaisons, pillages et incendies volontaires, mais il est acquitté à nouveau par une cour de Bordeaux et libéré en 1954.

#### Dernières années de sa vie en Allemagne
Après sa libération, Bittrich s'installe en Bavière, près du lac de Starnberg. Il n'exerce plus d'activité professionnelle ensuite en raison de problèmes de santé et ne peut bénéficier d'une pension d’ancien militaire de la Waffen-SS : lui et sa femme sont alors contraints de vivre grâce à l'aide sociale accordée par la ville de Münsing.
À partir de 1957, il rejoint la HIAG, une association d’entraide d’anciens SS. Il en devient le président à partir de 1977.

## Carrière dans l'armée et dans la SS

### Promotions
- Leutnant : 15 octobre 1915
- SS-Anwärter : 1er juillet 1932
- SS-Mann : 15 juillet 1932
- SS-Oberscharführer : 10 septembre 1932
- SS-Sturmführer[f] : 31 octobre 1932
- SS-Obersturmführer : 12 avril 1934
- SS-Hauptsturmführer : 17 juin 1934
- SS-Sturmbannführer : 1er octobre 1936
- SS-Obersturmbannführer : 30 janvier 1938
- SS-Standartenführer : 1er juin 1939
- SS-Oberführer : 1er septembre 1940
- SS-Brigadeführer und Generalmajor der Waffen-SS : 19 octobre 1941
- SS-Gruppenführer und Generalleutnant der Waffen-SS : 1er mai 1943
- SS-Obergruppenführer und General der Waffen-SS : 1er août 1944

### Décorations
- Croix de fer (1914)
  - 2e classe
  - 1re classe
- Anneau d'honneur des SS
- Agrafe de la croix de fer
  - 2e classe (1939)
  - 1re classe (1940)
- Croix de chevalier de la croix de fer (1941)
  - avec feuilles de chêne (1944)
  - avec glaives (1945)
- Insigne des blessés en noir
- Luftwaffe 1re Guerre mondiale (insigne de pilote)
- Croix d'honneur (1934)
- Croix allemande en or (1943)
- Mentionné dans la revue Wehrmachtbericht

## Filmographie
Dans le film de Richard Attenborough, Un pont trop loin (1977), qui décrit l'opération Market Garden, le rôle de Bittrich est tenu par l'acteur d'origine autrichienne, Maximilian Schell.